# Jason Morgan (athlétisme)
Jason Morgan (né le 6 octobre 1982 à Kingston) est un athlète jamaïcain, spécialiste du lancer de disque. 

## Biographie
Entre 2007 et 2012 il bat plusieurs fois le record de Jamaïque du lancer de disque, pour le porter à 65,61 m. Le 12 mai 2012 il réussit 67,15 m à Monroe lors d'une compétition où l'épreuve du disque s'est rajoutée au dernier moment. Pour cette raison, l'IAAF, dans un premier temps, n'homologue pas cette performance, puis l'inclut finalement dans ses statistiques.
En 2010 et 2011, il est vainqueur successivement des Jeux puis des championnats d'Amérique centrale et des Caraïbes.
Il participe aux Championnats du monde 2007 et 2011 ainsi qu'aux Jeux olympiques de 2012, en échouant à chaque fois aux qualifications.
En 2014 il termine troisième des Jeux du Commonwealth derrière l'Indien Vikas Gowda et le Chypriote Apóstolos Paréllis. 
À la Coupe continentale d'athlétisme 2014 il décroche la troisième place pour l'équipe des Amériques.

### Palmarès
| Date | Compétition                                      | Lieu                 | Résultat | Épreuve | Performance |
| ---- | ------------------------------------------------ | -------------------- | -------- | ------- | ----------- |
| 2006 | Jeux d'Amérique centrale et des Caraïbes         | Carthagène des Indes | 2e       | Disque  | 56,56 m     |
| 2009 | Championnats d'Amérique centrale et des Caraïbes | La Havane            | 3e       | Disque  | 57,47 m     |
| 2010 | Jeux d'Amérique centrale et des Caraïbes         | Mayagüez             | 1er      | Disque  | 59,43 m     |
| 2011 | Championnats d'Amérique centrale et des Caraïbes | Mayagüez             | 1er      | Disque  | 60,20 m     |
| 2014 | Jeux du Commonwealth                             | Glasgow              | 3e       | Disque  | 62,34 m     |

### Records
| Épreuve | Performance | Lieu  | Date        |
| ------- | ----------- | ----- | ----------- |
| Disque  | 68,19 m     | Pearl | 6 juin 2015 |